# Agricius z Trevíru
Svatý Agricius (asi 260 – 330 Trevír) byl pátý biskup trevírský.
Je prvním historicky doloženým biskupem Trevíru. Jeho jmenování bylo přímou zásluhou svaté Heleny, matky císaře Konstantina I. Velikého. Podle legendy mu císařovna Helena svěřila ostatky svatého apoštola Matěje se svatou tunikou, kterou nosil před ukřižováním Ježíš. V roce 314 se zúčastnil koncilu v Arles.
Zemřel v Trevíru a jeho tělo bylo pohřbeno v opatství svatého Maximina.
Je patronem trevírské diecéze, tesařů, zedníků, cukrářů, kovářů, krejčích a řezníků. Jeho svátek se v římskokatolické církvi slaví 13. ledna.